# Dicliptera felix
Dicliptera felix är en akantusväxtart som beskrevs av John Richard Ironside Wood. Dicliptera felix ingår i släktet Dicliptera och familjen akantusväxter. Inga underarter finns listade i Catalogue of Life.